# Lliga Tercera FFCV
La Lliga Tercera FFCV, anteriormente conocida como Segunda Regional de la Comunidad Valenciana, constituye el noveno y último nivel de competición de la Liga Española de Fútbol en la Comunidad Valenciana tras la reestructuración de categorías del año 2023. Su organización corre a cargo de la Federación de Fútbol de la Comunidad Valenciana (FFCV), fundada en 1909.

## Sistema de competición
La liga consiste en quince grupos de 15 o 16 equipos. Al término de la temporada, los campeones más los tres mejores segundos ascienden a Lliga Segona FFCV de forma directa, a los que se unen los seis vencedores de la promoción de ascenso, disputada por los restantes doce subcampeones. No hay descensos al ser la última categoría existente.

## Clubes participantes 2024-25
La categoría consta de quince grupos.

### Grupo 1
- Albocácer C. F.
- U. D. Benassal
- C. F. Benlloch
- Calig C. F.
- C. F. Canet
- C. D. Catí
- C. D. Chert
- C. E. Cinctorrá
- Esportiu Rosell
- Eture C. F. "B"
- C. D. La Pobla Tornesa
- Racing Salsadella
- U. D. Sant Mateu
- C. F. U. E. Vilanova d'Alcolea
- C. F. Villafranca
- C. D. Vinromà

### Grupo 2
- C. F. Atlético Tales
- C. D. Benicasim
- A. C. D. Benicense
- C. F. Benlloch "B"
- C. D. Drac Castellón
- C. D. La Magdalena
- C. F. Moró
- Nocamo C. F.
- C. E. Nou Sequiol
- C. D. Onda "B"
- Orpesa C. F. "B"
- C. D. Ribesalbes
- C. D. San Lorenzo de Castellón
- Sporting de Castelló
- C. F. Virgen de Fátima
- F. C. Xcrypt

### Grupo 3
- Alqueries C. F. "B"
- Club Almenara Atlètic "B"
- Artana C. F.
- C. F. Atlético Burriana Salesianos
- C. A. Caudiel
- C. E. Atlético Quart de Les Valls "B"
- E. F. Benicató
- C. F. Castellnovo
- C. D. Drac Castelló "B"
- Estivella C. F.
- C. F. Faura
- C. F. La Llosa
- C. F. Nules "B"
- Odisea F. C. "B"
- C. D. Segorbe
- C. D. Viver

### Grupo 4
- F. B. Alfara del Patriarca
- C. F. Atlético Gilet "B"
- Biensa C. F.
- F. B. Bonrepós i Mirambell
- Cantaudit Almàssera C. F.
- Guipons C. F. Almàssera
- C. F. Independent Albuixech
- C. F. Mare Nostrum Puerto de Sagunto
- Meliana C. F. "B"
- Moncada C. F.
- Museros C. F.
- U. D. Puçol "B"
- Rafelbunyol C. F.
- F. B. Sagunto
- Tavernes Blanques C. F. "B"
- C. F. Vinalesa F. B.

### Grupo 5
- C. F. Atlético Barrio La Luz-Xirivella "B"
- At. Benimar Picanya C. F.
- At. Ciudad Paiporta
- C. F. Atlético Quelmo-Manises
- C. F. U. D. Benicalap
- C. F. E-1 Paiporta
- C. D. Juventud Manisense
- Manises C. F. "B"
- Mislata C. F. "B"
- C. F. Murciélagos
- U. D. Quart de Poblet "B"
- C. F. Sporting Alaquàs
- C. F. Sporting de Manises
- Sporting Mislata U. F. "B"
- C. F. Sporting Xirivella
- Xirivella C. F. "B"

### Grupo 6
- F. B. Atlético Benaguasil "B"
- C. F. Atlético Moncadense "B"
- C. F. Atlético Quelmo-Manises "B"
- Atlético Vallbonense "B"
- Atlético Villar C. F. "B"
- Benisanó C. F.
- U. D. Bétera "B"
- C. D. Bugarra
- C. D. Casinos
- C. F. Cracks "B"
- Global Náquera C. F.
- C. D. F. B. L'Eliana "B"
- C. F. Olocau
- Paterna C. F. "B"
- U. D. Paterna "B"
- C. D. Racing Riba-roja

### Grupo 7
- C. F. Atlético Campanar
- C. F. Atlético Sinarcas
- Bétera C. F. "C"
- C. D. Camporrobles
- C. D. Casas
- C. D. Cheste "B"
- C. D. Fuenterrobles
- C. D. Juventud Manisense "B"
- U. D. La Hoya C. F. "B"
- Las Cuevas C. F.
- C. D. Racing Riba-roja "B"
- Sporting Benimaclet C. F. "B"
- S. C. Requena "B"
- C. D. Turís "B"
- Unió Benetúser-Favara C. F. "B"
- C. F. Venta del Moro

### Grupo 8
- C. D. Apolo "B"
- C. F. Atlético Campanar "B"
- C. D. Atlético Nazaret
- C. D. Cuenca-Mestallistes 1925
- Deportivo La Rambleta C. F.
- Deutsche Schule Valencia F. C. "B"
- Ekklesia F. C.
- U. D. Fonteta
- Futedu C. F.
- Los Silos C. F. "B"
- C. D. Malilla
- C. F. Malvarrosa
- U. D. Marítimo-Cabanyal
- C. D. Serranos "B"
- Sporting Benimaclet C. F.
- Torrefiel Athletic C. E. "B"

### Grupo 9
- Albal C. F.
- U. D. Balompié Alfafar
- Beniparrell C. F.
- Castellar Oliveral Club C. F. "B" Pobles del Sud
- Discóbolo-La Torre A. C.
- C. D. Juventud Picanya "B"
- U. E. La Mancomunitat "B"
- C. D. Monte Sion "B"
- Olympyakos de Alcàsser
- Paiporta C. F.
- Picasent C. F. "B"
- Sedaví C. F.
- Silla C. F. "B"
- C. D. Teresianas-Torrent
- Unió Benetússer-Favara C. F. "B"
- U. E. Vall dels Alcalans "B"

### Grupo 10
- Almussafes C. F. "B"
- Athletic Albalat de la Ribera
- Athletic La Vall C. F.
- Benirredrà C. F.
- U. D. Carcaixent "B"
- A. D. El Perelló
- U. E. L'Alcúdia "B"
- U. D. Oliva "B"
- Piles C. F.
- Racing Rafelcofer C. F.
- Recreatiu de Polinyà de Xúquer C. F.
- C. E. Ròtova
- Safor C. F. Gandía
- C. F. Simat "B"
- Villalonga C. F.
- C. D. Xeraco

### Grupo 11
- C. F. Aielo
- C. D. Albaidense
- C. F. Atlético Chella
- C. F. Atlètic Muro
- Beniarrés C. F.
- C. D. Bocairent
- Canals Promeses C. F.
- C. F. Castelló de les Gerres
- C. F. Clariano d'Ontinyent
- Esides Caramanchel C. E.
- U. D. Montaverner
- U. D. F. Navarrés
- C. E. Pobla Llarga
- C. E. Rótova "B"
- Senyera C. F.
- C. F. Tous

### Grupo 12
- Atlético Callosa
- C. F. Beniarbeig
- U. D. Benissa "B"
- C. F. Benitachell
- C. F. U. D. Calpe "B"
- C. D. El Campello "B"
- C. E. F. El Verger
- C. F. U. E Finestrat
- C. D. Iraklis "B"
- Mutxamel C. F. "B"
- U. D. Ondarense
- C. F. Orba "B"
- C. E. Pedreguer
- Pego C. F. "B"
- F. B. Teulada-Moraira "B"

### Grupo 13
- Alicante City F. C. "B"
- C. F. I. Alicante "B"
- C. F. Arena Alicante
- Atlético San Blas C. F.
- U. E. Gimnàstic Sant Vicent C. F.
- Inmaculada C. F.
- C. D. Iraklis
- C. D. Maristas de Alicante
- Mediterráneo C. F.
- S. C. D. Obrera
- C. F. Olímpic Sant Joan d'Alacant
- Playas de Alicante C. F.
- Racing de San Gabriel
- S. C. D. San Blas
- Tómbola Athletic "B"
- Xixona Esportiu

### Grupo 14
- Agost F. C.
- Aspe U. D. "B"
- C. F. Atlético La Romana
- Banyeres U. E.
- C. D. Biarense
- Castalla C. F.
- Elche C. F. "C"
- U. D. La Coca-Aspense
- Monforte C. F.
- Novelda C. F. "B"
- Novelda Unión C. F. "B"
- U. D. Onil
- Peña Madridista de Ibi U. D.
- U. D. Rayo Ibense "B"
- Villena C. F. "B"

### Grupo 15
- C. D. Altet
- Atlético Benejúzar
- Atlético Granja de Rocamora C. F.
- C. D. Benijófar
- Bigastro C. F.
- Callosa Deportiva C. F. "B"
- Formentera C. F.
- Intercap C. F.
- C. F. Promesas Elche
- F. B. Redován C. F. "B"
- C. F. Racing Playas de Orihuela
- Racing San Miguel C. F.
- Santa Pola C. F. "B"
- Sporting Costablanca Torrevieja C. F. "B"
- Sporting Dolores C. F.
- Sporting Saladar